# Knodorf
Knodorf ist ein Kirchdorf und Ortsteil der oberbayerischen Stadt Vohburg an der Donau.

## Katholische Kirche
Die heutige katholische Filialkirche Mariä Unbefleckte Empfängnis stammt aus der ersten Hälfte de 19. Jahrhundert. Sie gehört zur Pfarrei Irsching im  Dekanat Geisenfeld im Bistum Regensburg.

## Gemeinde
Die erste urkundliche Erwähnung war Mitte des 11. Jahrhunderts. Dort überträgt der Edle Gerolt seinen Besitz „ad Chnobedorf“ an das Kloster Münchsmünster.
1534 wurde Knodorf als Hofmark bezeichnet. 1558 und 1620 war Knodorf in Besitz von Andreas Resch, Bürger zu Wolnzach. 1663 finden sich dann die Freiherren von Elsenheim als Hofmarksherren, bevor 1670 die Weiß von Königsacker genannt werden.
1818 wurde Irsching mit dem zweiten Gemeindeedikt eine eigenständige Gemeinde, zu der auch der Hofmarksort Knodorf gehörte. Die Gemeinde verlor am 1. Januar 1978 ihre Selbstständigkeit und wurde mit damals 699 Einwohnern in die Stadt Vohburg an der Donau eingegliedert.
1830 wurde die Hofmark aufgelöst.

## Baudenkmäler
Unter Denkmalschutz stehen die Kirche Mariä Unbefleckte Empfängnis und das ehemalige Schloss der Hofmark.
Siehe: Liste der Baudenkmäler in Knodorf